# Timlilt
Timlilt (en àrab تيمليلت, Tīmlīlt; en amazic ⵜⵉⵎⵍⵉⵍⵜ) és una comuna rural de la província de Chichaoua, a la regió de Marràqueix-Safi, al Marroc. Segons el cens de 2014 tenia una població total de 7.078 persones.